# Verseidag

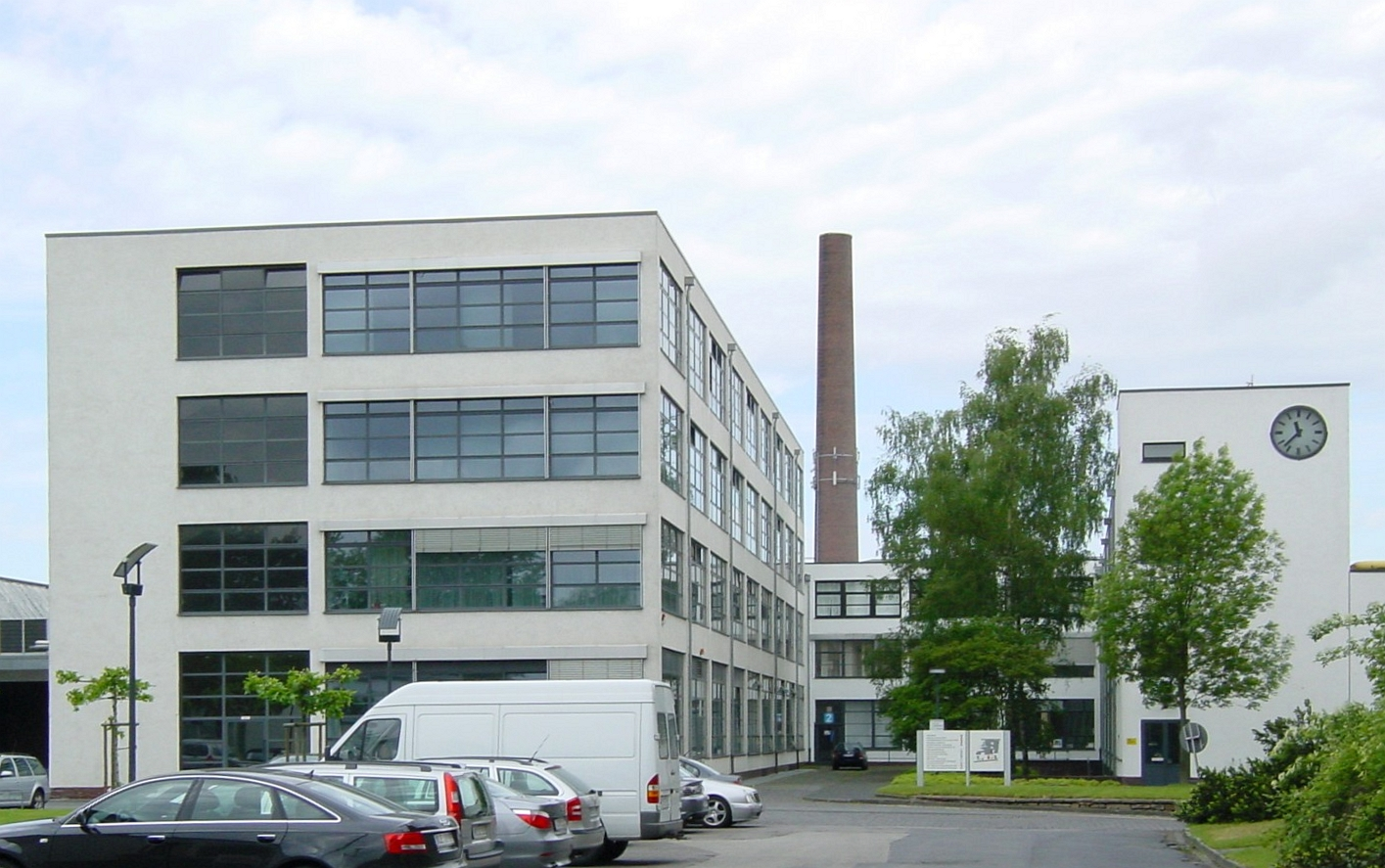
Ehemaliges Hauptgebäude der VerSeidAG von Ludwig Mies van der Rohe (1931–35)

Die Verseidag AG (ursprünglich Vereinigte Seidenweberei Aktiengesellschaft, kurz VerSeidAG) mit Sitz in Krefeld war ein börsennotierter Großkonzern der Textilindustrie, der mit dem Niedergang der deutschen Textilindustrie und vielfältigen Restrukturierungen im Jahr 1998 seine Unabhängigkeit verlor. Der Name Verseidag lebt heute bei der Verseidag-Indutex fort, einem mittelständischen Hersteller technischer Textilien, der zu der Ferrari Gruppe gehört.

## Geschichte
Im Jahr 1919 schlossen sich angesichts der schweren Wirtschaftslage nach dem Ersten Weltkrieg mehrere Firmen der Krefelder Seidenindustrie, „Gebrüder Esters“, „C. Lange“ und „Kniffler-Siegfried“ zu einer Interessengemeinschaft zusammen, aus der 1920 die Vereinigte Seidenweberei Aktiengesellschaft, kurz VerSeidAG, hervorging. Zuvor war die Seidenstoffproduktion insbesondere im 19. Jahrhundert der wichtigste Wirtschaftsfaktor Krefelds, die auch unter dem Titel „Samt- und Seidenstadt“ bekannt ist. Die Leitung der VerSeidAG übernahmen die Industriellen Hermann Lange und Josef Esters, beide Besitzer einer zuvor familiär geführten Weberei. Es folgten der Zukauf von Unternehmen zur Expansion und der Bau einer Zentralwerkstatt zur Reparatur der Maschinen an den mittlerweile zahlreichen Standorten; das Unternehmen war bis 1926 an die Weltspitze der Krawattenstoff-Produzenten gerückt. Zwischen 1931 und 1939 wurde der heute denkmalgeschützten Firmensitz von dem Architekten Ludwig Mies van der Rohe im Bauhausstil erbaut, der heutige Mies van der Rohe Business Park. Die Anlage nahm in mehrfacher Hinsicht Mies’ späteren Campus für das Illinois Institute of Technology vorweg.
Bis 1940 beschäftigte das Unternehmen 6000 Leute. Nach dem Krieg hatte der Konzern schwere Kriegsschäden (einschließlich der Zerstörung des Firmenhauptsitzes in Krefeld), Enteignung der Betriebe in der DDR und den Verlust der ausländischen Betriebe zu bewältigen. Erst in den 60er Jahren wurde die Beschäftigtenzahl von 1940 wieder erreicht. Die Betriebe in Krefeld, Kempen-St. Hubert, Geldern-Walbeck und Herongen lieferten Industrietextilien, Futterstoffe, Heimtextilien und Krawattenstoffe.
Ab 1970 hatte der Konzern zunehmend mit Importen aus Niedriglohnländern zu kämpfen. Sie konnte sich nur durch harte Umstrukturierungsmaßnahmen und dem Rückzug aus den gefährdeten Bereichen der Textilindustrie retten. 1986 Umfirmierung in Verseidag AG, eine reine Finanz- und Führungsholding, börsennotiert in Düsseldorf und Frankfurt. Bedeutendste Töchter waren die später in die Insolvenz gehende Devetex Delius-Verseidag (Futterstoffe) sowie die Verseidag Ballistic Protection. In den 1990er-Jahren fanden im Verseidag-Konzern erneute Umstrukturierungen statt. Die Produktion wurde vom reinen Textilunternehmen zum Zulieferspezialisten mit weitestgehend technischer Ausrichtung im Kunststoffbereich transformiert.
1998 wurde Verseidag, nun Verseidag Technologies, von der niederländischen, börsennotierten Gamma Holding durch ein öffentliches Kaufangebot erworben und im Jahr 2002 nach einem Abfindungsangebot an die Minderheitsaktionäre von der Börse genommen.
2009 veräußert Gamma die Gesellschaften Verseidag-Indutex und Verseidag Ballistic Protection an die Jagenberg-Gruppe, eine ebenfalls in Krefeld ansässige Holding mit Aktivitäten überwiegend im Maschinenbau. Die Verseidag Ballistic Protection ging später an den Rüstungskonzern Rheinmetall (heute Rheinmetall Ballistic Protection) und deren finnische Aktivitäten an den belgischen Konkurrenten Sioen.  Verseidag-Indutex wurde im Juli 2020 an die Ferrari Gruppe, einen französischen Hersteller technischer Textilien, verkauft.